# Lajjun
Lajjun (en árabe: اللجّون‎, al-Lajjûn) era un pueblo palestino ubicado a 16 kilómetros al noroeste de Yenín y a un 1 kilómetro al sur de los restos de la ciudad bíblica de Megido. Su nombre deriva de un campamento temprano de la legión romana en la provincia de Siria Palestina llamado precisamente "Legio", anterior en el tiempo a la aldea que se convertiría en Lajjun, con más de 2.000 años de historia. Con el califato abasí se convirtió en la capital de un subdistrito, durante el dominio mameluco fue una importante estación en la ruta postal, y bajo control otomano fue la capital de un distrito (nahiya) homónimo. Tras el desmoronamiento del Imperio Otomano hacia el final de la Primera Guerra Mundial, Lajjun y el resto de Palestina quedaron bajo la administración del Mandato Británico de Palestina. Durante la Guerra árabe-israelí de 1948, el ejército israelí capturó, despobló y demolió Lajjun, tras lo que la mayoría de sus habitantes huyeron y se asentaron en la ciudad vecina de Umm al-Fahm.

## Etimología
La palabra Lajjun deriva del nombre romano Legio, en referencia a la legión romana estacionada allí. Diocleciano rebautizó la ciudad en el siglo III como Maximianópolis ("Ciudad de Maximiano")  en honor de Maximiano, su coemperador, pero sus habitantes siguieron usando su antiguo nombre. Tras la conquista musulmana, el nombre se arabizó a al-Lajjûn o el-Lejjûn, nombres que siguieron usándose hasta que los cruzados conquistaron Palestina en 1099. Los cruzados restauraron el nombre romano "Legio", e incluso comenzaron a usar nombres nuevos como Ligum y le Lyon, pero tras la reconquista de la ciudad por los musulmanes en 1187, "al-Lajjun" volvió a convertirse en el nombre de la ciudad.

## Historia

### Antigüedad

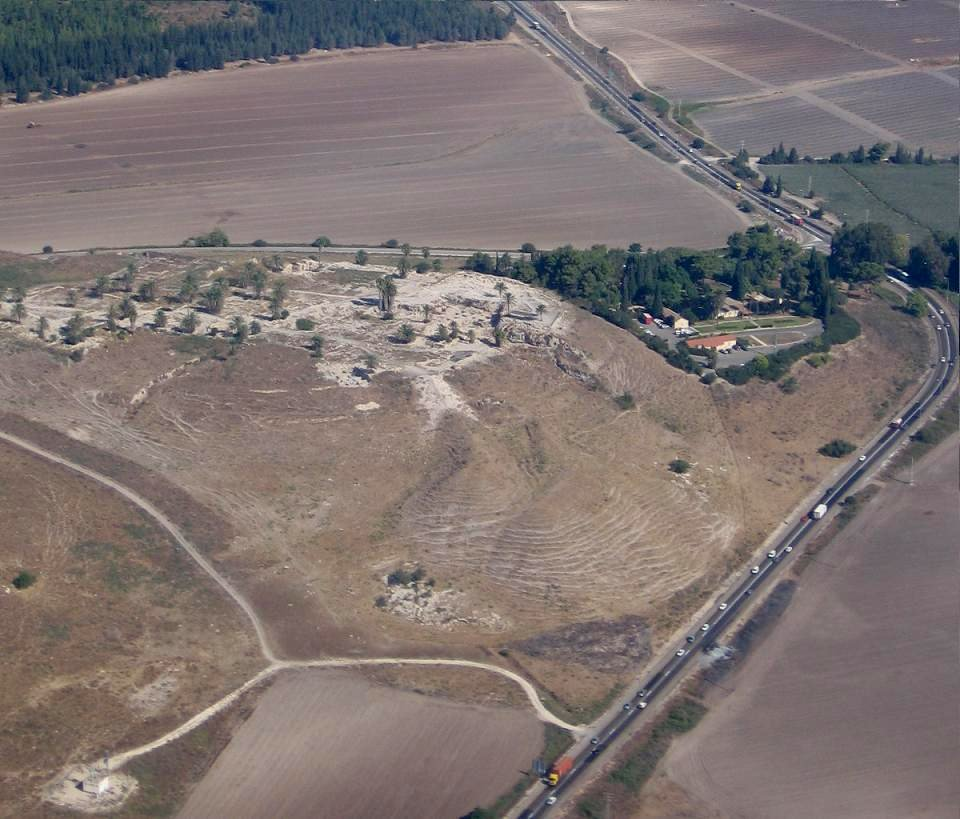
Vista aérea de Tel Megiddo desde el nordeste

Lajjun se encontraba aproximadamente a 1 kilómetro al sur de Tel Megiddo, también conocido como Tell al-Mutasallim, que se ha identificado con el antiguo Megido. Cananeos e israelitas fortificaron enormemente Megiddo durante sus sucesivos dominios de la zona debido a su ubicación en la vía militar que llevaba de Asia a Egipto y a su posición dominante.
Después de que la Rebelión de Bar Kojba -una revuelta judía contra el Imperio Romano- hubiese sido sofocada en el año 135 d. C., el emperador romano Adriano reforzó la provincia romana de Judea con una segunda legión, añadida a la estacionada en Jerusalén, la Legio VI Ferrata, que se estacionó en la entonces conocida como Caparcotna, para proteger la región del Uadi Ara, una línea de comunicaciones crucial entre la llanura costera de Palestina y el Valle de Jezreel. El sitio donde se estableció su campamento pasó a conocerse como Legio (Lejjun deriva de "legión").
En el siglo III d. C., cuando se desplazó el ejército de esta zona, Legio se convirtió en una ciudad y su nombre creció con el nombre adjetival Maximianópolis.

### Periodo musulmán temprano
Algunos historiadores musulmanes creen que la decisiva Batalla de Adjnadayn entre las tropas musulmanas y bizantinas, que rompió la resistencia bizantina a la expansión musulmana en Siria y el Levante, tuvo lugar en Lajjun en el año 634 d. C. Como consecuencia de la victoria musulmana en dicha batalla, tanto Lajjun como gran parte de Palestina y el sur de Siria quedaron incorporadas al califato ortodoxo. Según los geógrafos medievales Al-Istajri e Ibn Hawqal, Lajjun era la ciudad más al norte del Yund Filastin (distrito militar de Palestina).

El geógrafo persa del siglo X Ibn al-Faqih narró una leyenda local relatada por los habitantes de Lajjun acerca del manantial usado como fuente de agua principal de la ciudad durante siglos: 
hay en las mismas afueras de al-Lajjun una gran piedra de forma redonda, sobre la que se ha construido una cúpula, a la cual llaman la Mezquita de Abraham. Una copiosa corriente de agua fluye de debajo de la piedra y se cuenta que Abraham golpeó la piedra con su báculo, e inmediatamente surgió de ella bastante agua como para abastecer a las personas de la ciudad, y también para regar sus tierras. El manantial sigue fluyendo a día de hoy.
En el año 940, Ibn Ra'iq, durante su lucha por el control de Siria con los ijsidas de Egipto, combatió contra ellos en la batalla en Lajjun. En la batalla murió Abu Nasr al-Husayn, general ijsida y hermano del gobernante ijsida Muhammad ibn Tughj. A Ibn Ra'iq le invadió el remordimiento a la vista del cadáver de Husayn y ofreció a su hijo de diecisiete años, Abu'l-Fath Muzahim, a Ibn Tughj "para hacer con él lo que quiera que vean apropiado". Ibn Tughj se sintió honrado por el gesto de Ibn Ra'iq', y en lugar de ejecutar a Muzahim, le otorgó múltiples regalos y túnicas y lo casó con su hija Fátima.
En 945, los hamdanidas de Alepo y los ijsidas combatieron en otra batalla en Lajjun. La victoria ijsida resultó en el estancamiento de la expansión hamdanida hacia el sur bajo el liderazgo de Sayf al-Dawla. El geógrafo jerosolimitano al-Muqaddasi escribió en 985 que Lajjun era "una ciudad en la frontera de Palestina, y en un paisaje de montaña (...) Está bien situada y es un lugar agradable". Además, era el centro de un nahiya (subdistrito) del Yund al-Urdunn, que también incluía las ciudades de Nazaret y Yenín.

### Periodos cruzado, ayubí y mameluco
Cuando los cruzados invadieron y conquistaron el Levante de manos de los fatimíes en 1099, se restauró el nombre romano de al-Lajjun, "Legio", y la ciudad pasó a formar parte del señorío de Cesarea. La población cristiana de Legio creció significativamente en este periodo. Juan de Jaffa dejó constancia de que la comunidad "requería el servicio de 100 sargentos". Bernardo, arzobispo de Nazaret, concedió parte de los diezmos de Legio al hospital del monasterio de Santa María en 1115, mientras que en 1121 extendió la concesión para abarcar toda Legio, incluida su iglesia y la aldea vecina de Ti'inik. Hacia 1147, la familia de Lyon controlaba Legio, pero ya en 1168 la ciudad estaba bajo control de Payen, señor de Haifa. Legio tenía mercados, un horno municipal y diversas actividades económicas durante esta época. Los ayubíes saquearon Legio en 1182 y cinco años después, en 1187, la capturaron bajo el mando del sobrino de Saladino, Husam ad-Din 'Amr, restaurando su nombre árabe.
En 1226, el geógrafo árabe Yaqut al-Hamawi escribió sobre la Mezquita de Abraham en Lajjun, sobre la  "copiosa corriente" de la ciudad, y sobre cómo formaba "parte de la Provincia de Jordania". Una serie de monarcas musulmanes y otras personas importantes pasaron por la ciudad, incluido el sultán ayubí al-Kamil, quién dio a su hija 'Ashura' en matrimonio mientras visitaba la ciudad en 1231. Los ayubíes cedieron Lajjun a los cruzados en 1241, pero cayó posteriormente en manos de los mamelucos de Baibars en 1263. Un año después, una partida de caballeros templarios y hospitalarios volvió a saquear Lajjun y se llevó cautivos a 300 hombres y mujeres a Acre. En el tratado del 4 de junio de 1283 firmado por el sultán Qalawun y los cruzados, Lajjun aparecía listado como territorio mameluco.
Hacia el año 1300, el Levante estaba ya completamente en manos mamelucas y había sido dividido en varias provincias. Lajjun se convirtió en el centro de un nahiya (subdistrito) en la provincia de Safad, abarcando los pueblos de al-Ashir, Kawkab al-Hawa y Yenín. Los mamelucos la fortificaron en el siglo XV y la ciudad se convirtió en una importante parada en la ruta postal entre Egipto y Damasco.

### Época otomana

#### Época temprana y la familia Tarabay
El imperio otomano conquistó la mayoría de Palestina a los mamelucos tras la Batalla de Marj Dabiq en 1517. Cuando el ejército del Sultán Selim I se encaminó en dirección sur hacia Egipto, Tarabay ibn Qaraja, jefe de los Bani Hareth, una tribu beduina del Hiyaz, les prestó su apoyo contribuyendo con guías y exploradores. Tras haber derrotado definitivamente a los mamelucos, a su vuelta a Estambul, Selim I concedió el territorio de Lajjun a los Tarabays. La ciudad llegó a ser la capital del sanjacado (distrito) de Lajjun, que formaba parte de la provincia de Damasco y abarcaba el Valle de Jezreel, el norte de Samaria y una parte de la franja costera en el norte y centro de Palestina. El sanjacado de Lajjun estaba a su vez dividido en cuatro nahiyasː Yenín, Sahel Atlit, Sa'ra, y Shafa, y abarcaba un total de 55 localidades, incluidas Haifa, Yenín y Beit She'an.
Tras de un breve periodo de tiempo en el que los Tarabays se rebelaron, la tensión desapareció de repente y los otomanos nombraron a Ali ibn Tarabay como gobernador de Lajjun en 1559. Su hijo Assaf Tarabay gobernó en Lajjun de 1571 a 1583. Durante su mandato,  extendió la influencia y el poder de la familia Tarabay al Sanjacado de Nablus. En 1579, Assaf, citado como el "Sanjaqbey de al-Lajjun", aparece mencionado como el constructor de una mezquita en el cercano pueblo de al-Tira. Sin embargo, en 1583 Assaf fue depuesto y enviado al exilio en la isla de Rodas. Seis años más tarde obtuvo el indulto y se volvió a asentar en la ciudad. En su ausencia, un impostor llamado también Assaf había intentado obtener el control del Sanjacado de Lajjun. Conocido posteriormente como Assaf al-Kadhab ("Assaf el Mentiroso"),  fue arrestado y ejecutado en Damasco, a donde había viajado para confirmar su nombramiento como gobernador del distrito. Hacia 1596 Lajjun formaba parte de la nahiya de Sha'ra y pagaba impuestos por una serie de cultivos, incluido el trigo y la cebada, así como por las cabras, las colmenas y los búfalos de agua.
Assaf Tarabay no recuperó su cargo de gobernador, pero Lajjun siguió en manos de los Tarabay bajo el mandato de Tarabay ibn Ali, que fue sucedido a su muerte por su hijo Ahmad en 1601, gobernando a su vez hasta su muerte en 1657. Ahmad, conocido por su valor y su hospitalidad, ayudó a los otomanos a derrotar al rebelde Janbulad y dio cobijo a Yusuf Sayfa, el principal rival de Janbulad. Ahmad, en coordinación con los gobernadores de Gaza (la familia Ridwan) y de Jerusalén (la familia Farrukh), también combatió contra Fakhr ad-Din II en una larga serie de batallas que terminó en 1623 con la victoria de la alianza Tarabay-Ridwan-Farrukh cerca del río al-Auja, en la Palestina central.
Las autoridades otomanas de Damasco expandieron el feudo de Ahmad como muestra de agradecimiento. El hijo de Ahmad, Zayn Tarabay, llegó a gobernar brevemente Lajjun hasta su muerte en 1660. Su sucesor fue Muhammad Tarabay, quien —según su secretario francés— habría tenido buenas intenciones para gobernar Lajjun, pero su adicción al opio dio como resultado un dirigente débil. Después de su muerte, en 1671, otros miembros de la familia Tarabay gobernaron Lajjun durante seis años más, momento en el que los otomanos les reemplazaron por un agente de gobierno. El principal motivo tras el abandono otomano de los Tarabays fue que la tribu a la que pertenecían, los Bani Hareth, había emigrado hacia la ribera oriental del río Jordán. Durante este siglo, el jeque Ziben, antepasado del clan Abd al-Hadi con base en Arrabah, se convirtió en gobernante del sanjacado de Lajjun. Cuando Henry Maundrell visitó la zona en 1697, describió el pueblo como "un viejo pueblo cerca del cual había un buen caravasar."

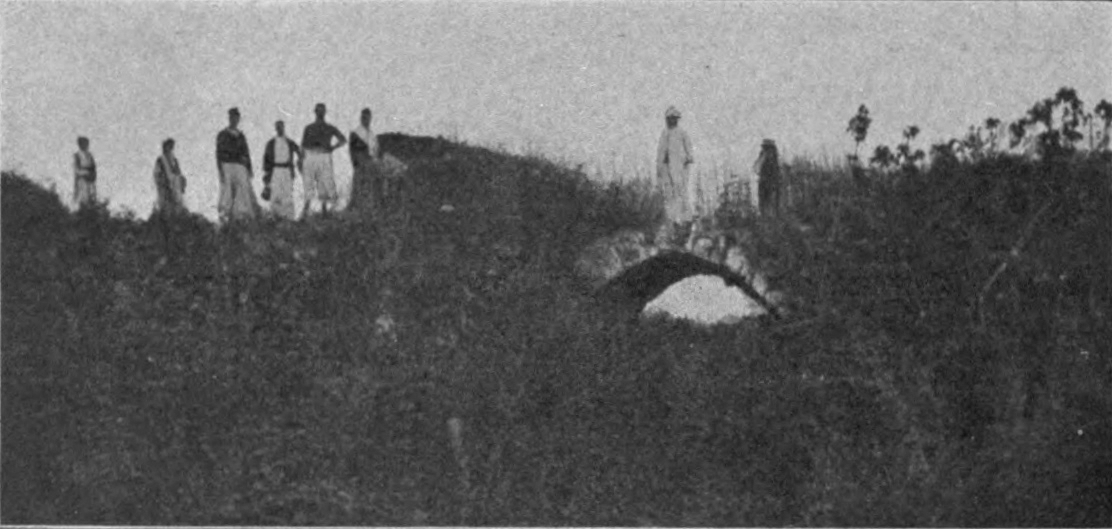
Puente viejo de Lajjun, fotografía tomada entre 1903 y 1905

#### Época tardía
Hacia el siglo XVIII, Lajjun se vio reemplazada por Yenín como capital administrativa de un sanjacado que ahora incluía también el Sanjacado de Ajlun. En el siglo XIX se rebautizó como Sanjacado de Yenín al tiempo que Ajlun se separaba de él. Zahir al-Umar, que se convirtió en gobernante de facto de la Galilea durante un breve periodo del siglo XVIII, usó sus cañones contra Lajjun en el curso de su campaña de 1771-1773 para capturar Nablus. Es posible que este ataque fuese el motivo del declive del pueblo durante los siguientes años. Por aquella época, la influencia de Lajjun fue disminuyendo al tiempo que crecían el poder político de Acre y el músculo económico de Nablus.

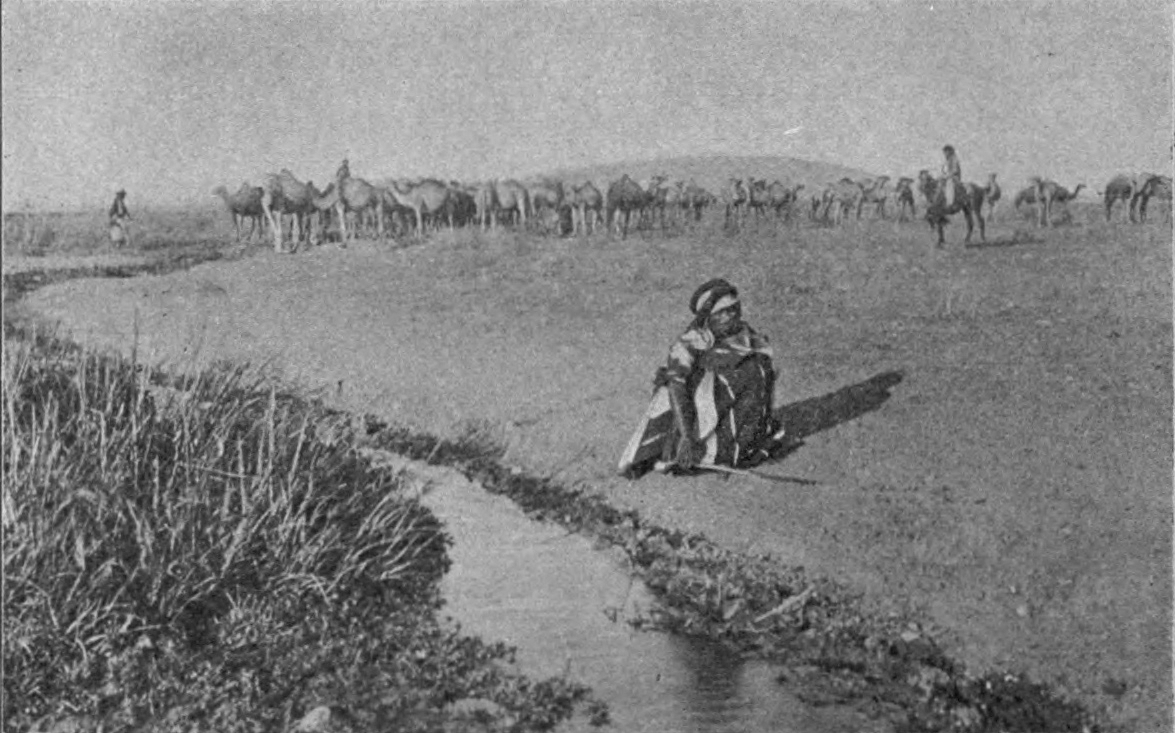
Un rebaño de camellos junto a un riachuelo en Lajjun, 1908

Edward Robinson visitó la zona en 1838 y dejó escrito que el caravasar del cual Maundrell había hablado estaba siendo usado para el alojamiento de las caravanas que circulaban por la gran carretera entre Egipto y Damasco, en la cual Lajjun aparece sobre los cerros de la llanura occidental a lo largo de la costa y se adentra en el Valle de Jezreel. Cuando el cónsul británico James Finn visitó la región a mediados del siglo XIX, no vio pueblo alguno. Los autores del Estudio de Palestina Occidental también dejaron constancia de un caravasar, pero al sur de las ruinas de Lajjun, a comienzos de la década de 1880.
A finales del siglo XIX, algunos habitantes de Umm al-Fahm emigraron a Lajjun para aprovechar sus tierras de labranza. Poco a poco se fueron asentando en el pueblo, construyendo sus casas alrededor de los manantiales y especialmente al lado del caravasar. Cuándo un grupo de arqueólogos alemanes comenzaron a excavar un gran montículo cercano a Tall al-Mutasallim en 1903, algunos de los habitantes de Lajjun reutilizaron las piedras de la antigua estructura excavada para construir casas nuevas.

### Mandato Británico de Palestina

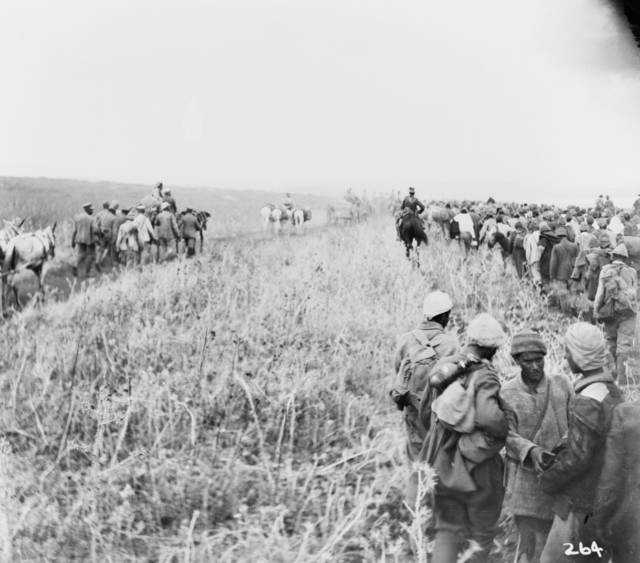
Prisioneros otomanos de camino a Lajjun al final de la Primera Guerra Mundial (septiembre de 1918).

Debido a la represión británica de la revuelta árabe de 1936-1939, muchas más personas se trasladaron a Lajjun durante el periodo de Mandato Británico de Palestina. En el pueblo se enontraba la tumba de Yusuf Hamdan, un líder local de la revuelta. La economía de Lajjun floreció rápidamente por la afluencia de nuevos habitantes. Según se expandía el pueblo, se fue dividiendo en tres barriosː uno al este, uno al oeste, y un tercero conocido como Khirbat al-Khan. Cada barrio estaba habitado por uno o más hamulas ("clanes").
Lajjun tuvo una escuela en el barrio de Khirbat al-Khan, fundada en 1937 y con una asistencia de 83 alumnos en 1944. Uno de los grandes terratenientes del pueblo financió en 1943 la construcción de una mezquita de piedra blanca en el barrio oriental de al-Ghubariyya. Durante el mismo periodo se construyó otra mezquita en el barrio de al-Mahamid, financiada en este caso por los propios vecinos.
Había también un pequeño zoco en el pueblo, así como seis molinos de grano (movidos por los numerosos manantiales y arroyos de la zona) y un centro de salud. Los tres barrios de Lajjun tenían numerosas tiendas. Un habitante de Umm al-Fahm estableció en Lajjun una compañía de autobuses que cubría trayectos hacia Umm al-Fahm, Haifa y una serie de pueblos como Zir'en. En 1937, la línea tenía ya siete autobuses. Poco después, la compañía obtuvo la licencia para cubrir también la ruta hacia Yenín, tras lo que adoptó el nombre de "Compañía de Autobuses al-Lajjun".

### Independencia israelí
Lajjun quedó asignada al futuro estado árabe en la resolución 181 de la Asamblea General de las Naciones Unidas, también conocida como el Plan de Partición de Palestina. Tras el estallido de la guerra árabe-israelí el 14 de mayo de 1948, el pueblo fue defendido por el Ejército Árabe de Liberación (ALA). Sin embargo, antes incluso del inicio de las hostilidades, la Haganá ya había atacado Lajjun el 13 de abril de ese mismo año, durante la batalla alrededor del kibbutz Mishmar HaEmek. Según el comandante de las tropas árabes, Fawzi al-Qawuqji, las fuerzas judías ("Haganá") habían intentado alcanzar el cruce de caminos en Lajjun en una maniobra de flanqueo, pero el ataque falló. The New York Times informó de que doce árabes habían muerto y quince habían resultado heridos durante aquella operación. Dos días después, en la noche del 15 al 16, unidades de la Palmaj (tropas de élite del ejército judío) atacaron y demolieron la mayoría de Lajjun.
El 17 de abril, Lajjun fue ocupada por la Haganá. Según The New York Times, Lajjun era el "sitio más importante tomado por los judíos, cuya ofensiva les ha llevado a diez pueblos del sur y este de Mishmar Ha'emek." La noticia añadía que las mujeres y los niños habían sido expulsados del pueblo y que 27 edificios más habían sido demolidos por la Haganá. Sin embargo, al-Qawuqji afirma que los ataques siguieron el 6 de mayo, cuando fuerzas de la Haganá atacaron las posiciones del Ejército Árabe de Liberación en la zona de Lajjun. El ataque fue repelido, pero dos días más tarde el comandante árabe informó de que la Haganá "intentaba cortar la zona de Lajjun de la de Tulkarem, preparándose para tomar Lajjun y Yenín..."
El 30 de mayo de 1948, ya oficialmente en la guerra árabe-israelí de 1948, la Brigada Golani del ejército israelí capturó Lajjun en la llamada Operación Gideon. La toma de la ciudad fue especialmente importante para los judíos debido a su ubicación estratégica a la entrada del Uadi Ara, lo que acercaba sus fuerzas a Yenín. Según informes aparecidos en la prensa, durante la segunda tregua entre Israel y la coalición árabe, a comienzos de septiembre, un funcionario de las Naciones Unidas fijó la línea del alto el fuego permanente en la zona de Lajjun. Se fijó una franja de terreno de unos 450 metros a ambos lados de la línea en la que árabes y judíos pudieron cosechar sus cultivos. El ejército israelí usó Lajjun como zona de tránsito para transferir a 1.400 mujeres, niños y ancianos árabes de Ijzim, que después tuvieron que seguir a pie su camino hasta Yenín.
Walid Khalidi describe los restos de Lajjun:

Solamente la mezquita de piedra blanca, un molino, el centro de salud y unas pocas casas parcialmente destrozadas quedaban en el lugar. La mezquita ha sido convertida en un taller de carpintería y una de las casas es ahora un gallinero. El centro de salud y el molino de grano están abandonados, y la escuela ya no existe. El cementerio todavía está ahí, pero en un estado lamentable; se ve claramente la tumba de Yusuf al-Hamdan, un importante nacionalista que cayó en la revuelta de 1936. Las tierras circundantes están plantadas con almendros, trigo y cebada; también hay cabañas de animales, una planta de forraje y una bomba instalada en el manantial de 'Ayn al-Hajja. El lugar está fuertemente vallado y el acceso está bloqueado.

A la conclusión de la guerra de 1948, Israel negó el derecho de retorno de cientos de miles de árabes que habían sido expulsados o habían huido de sus hogares ante el avance de las tropas judías, en lo que los árabes han dado en llamar la Nakba. Israel alegó razones de seguridad, principalmente la necesidad de impedir que fuerzas potencialmente hostiles quedaran dentro del territorio del estado de Israel, aunque otras fuentes israelíes dieron también valor a la importancia de crear una mayoría demográfica judía en el recién nacido estado de Israel. Como consecuencia de esta negativa y de la demolición de gran parte del pueblo por parte de la Haganá, el milenario pueblo de Lajjun quedó definitivamente abandonado. 

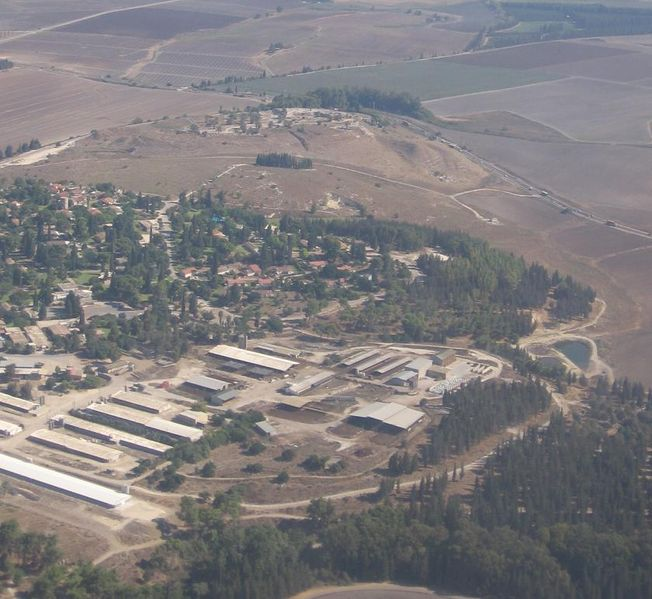
El kibutz Meguido, construido sobre el antiguo territorio municipal de Lajjun.

### Estado de Israel
En parte del terreno municipal de Lajjun se construyó posteriormente el kibutz Meguido. Algunos de los edificios de Lajjun todavía siguen en pie en el kibutz, incluida la mezquita, que a día de hoy es una carpintería. Andrew Petersen, que examinó la zona en 1993, apuntó que los principales edificios que quedan son el caravasar y un puente. El puente, que cruza un importante afluente del río Kishon, tiene aproximadamente 4 metros de ancho y de 16 a 20 metros de largo. Se apoya sobre tres arcos, aunque la cara exterior del lado norte ha sido expoliada, mientras que el lado sur se encuentra casi oculto tras la vegetación. Según Petersen, el puente ya estaba en ruinas cuando lo dibujó William Charles Wilson en la década de los 1870. El caravasar se encuentra sobre una colina a unos 150 metros al suroeste del puente. Es un recinto cuadrado de aproximadamente 30 metros de lado con un patio central. Las ruinas están cubiertas de vegetación y sólo los restos de una habitación resultan visibles.

## Geografía
Lajjun se halla sobre un cerro a 150 metros por encima nivel del mar, en el límite suroeste del Valle de Jezreel (Marj ibn Amer en árabe). El pueblo queda a ambos los bancos del Uadi al-Lajjun, siendo visibles desde allí tanto Yenín como el resto del valle. Hacia el norte se encuentra Tall al-Mutsallem al nordeste y Tall al-Asmar al noroeste. Lajjun se encontraba cerca del cruce que unía la carretera secundaria de Yenín a Haifa con la que se dirigía al suroeste, hacia la ciudad de Umm al-Fahm. El principal manantial que proveía de agua al municipio era el de Ayn al-Hajja.
Lajjun se encontraba a 16 kilómetros al noroeste de Yenín y, según al-Hamawi, a aproximadamente 32 kilómetros al suroeste de Tiberíades y a 64 kilómetros al norte de Ramla. Otras localidades cercanas eran el pueblo destruido de Ayn al-Mansi al noroeste, y los pueblos de Zalafa al sur, Baiada y Musheirifa al suroeste, y Zububa (parte de Palestina) al sureste. La ciudad más grande en las cercanías de al-Lajjun era Umm al-Fahm, hacia el sur.
Lajjun, Umm al-Fahm y siete aldeas cercanas tenían una superficie total de 77,24 kilómetros cuadrados, de los que 68,3 eran propiedad privada árabe y el resto propiedad pública. Había un total de 50 kilómetros cuadrados de tierra cultivada; 4,3 kilómetros cuadrados de plantaciones y tierras de regadío, y 44,6 de cereales, principalmente trigo y cebada. El área urbanizada de estos pueblos era de 0,128 kilómetros cuadrados, la mayoría de los cuales pertenecían a Umm al-Fahm y Lajjun.

## Demografía
Durante el dominio otomano temprano, hacia 1596, la población de Lajjun era de 226 habitantes. En el censo del Mandato Británico de Palestina de 1922 había 417 habitantes, mientras que en el de 1931 la población se había doblado hasta los 857, de los que 829 eran musulmanes, 26 eran cristianoʂ y dos judíos En dicho censo también quedó constancia de que había 162 casas en el pueblo. A finales de 1940, Lajjun tenía 1.103 habitantes.
Las familias más importantes de Lajjun eran los Jabbarin, los Ghubayriyy, los Mahamid y los Mahajina. En torno al 80% de sus habitantes huyeron a Umm al-Fahm, donde viven actualmente como ciudadanos árabe-israelíes y como desplazados internos palestinos.

## Cultura
La tradición local en torno a Ain al-Hajja, el manantial de Lajjun, data del siglo X d. C. Según los geógrafos de aquel siglo y los del siglo XII, la leyenda decía que, bajo la Mezquita de Abraham, una "copiosa corriente fluía" que se había formado inmediatamente después de que el profeta Abraham golpease la piedra con su báculo. Abraham se había adentrado en el pueblo con su rebaño de ovejas de camino a Egipto y sus habitantes le informaron de que el pueblo solo poseía pequeñas cantidades de agua, por lo que Abraham tendría que trasladarse a otro lugar. Según la leyenda, Abraham recibió la orden de golpear la roca, tras lo que el agua "salió despedida en abundancia". Desde entonces, las huertas y cultivos del pueblo estuvieron siempre bien regados y sus habitantes estuvieron satisfechos con la cantidad de agua potable que surgía de los manantiales.
En Lajjun hay dos tumbas para reliquias musulmanas de época mameluca. Se trata de los restos de Ali Shafi'i, que murió en 1310, y Ali ibn Jalal, que murió en 1400. Ambos fueron hombres santos de Lajjun venerados por los creyentes musulmanes.